# اليونانية للأنظمة الدفاعية
اليونانية للأنظمة الدفاعية (باليونانية: Ελληνικά Αμυντικά Συστήματα)‏(EAS) هي الشركة التي شكلت من خلال اندماج شركتي الدفاع اليونانيتين إي بي أو و بايركال في عام 2004. عند إنشائها، كانت شركة تصنيع رئيسية تضم آلاف الموظفين، مع مجموعة منتجات تضمنت معظم الأسلحة الأرضية المستخدمة اليوم، فضلاً عن كونها مُصدِّرًا راسخًا للعديد من البلدان في العالم.
اعتبارًا من عام 2018، سجلت الشركة خسائر، ويرجع ذلك جزئيًا إلى الأزمة الاقتصادية السابقة التي أثرت على اليونان من عام 2008 إلى عام 2018.

## وصلات خارجية
- موقع الشركة